# Isabel Morant Deusa
Isabel Morant Deusa (Almoines, 1947) és una feminista, historiadora, escriptora i catedràtica universitària valenciana.

## Biografia
Primer va cursar els estudis de magisteri i després d'història a la Universitat de València, on es doctorà en Geografia i Història, fou professora d'Història i vicerectora d'Extensió Universitària de la Universitat de València (1984-1990), des d'on organitzà el primer cicle d'Estudis feministes i la Universitat d'Estiu de Gandia, i directora de la Colección Feminismos del 1990 ençà. El 2016 ocupa la càtedra d'Història Moderna en la mateixa universitat en la qual és membre de l'Institut Universitari d'Estudis de la Dona.
Vinculada al feminisme, participà en l'Asamblea de Mujeres de Valencia. Activa en l'oposició al franquisme, és autora de diversos llibres que aborden la història de les dones i qüestions de gènere. Dirigeix la col·lecció «Feminismos» de l'editorial Cátedra, i a més d'això s'ha ocupat de coordinar la col·lecció «Historia de las mujeres en España y América Latina» (2005), editada per la mateixa editorial i de la qual Morant Deusa és autora dels volums tercer (Del siglo XIX a los umbrales del XX) i quart (Del siglo XX a los umbrales del XXI). Col·labora també assíduament en publicacions especialitzades com ara la Revista d'Història Medieval de la Universitat de València.
Membre del Consell Valencià de Cultura entre 2004 i 2011, el 2007 fou guardonada amb el primer 'Premio Fundación Española para la Ciencia y la Tecnología (FECYT) a la Promoción de la Igualdad en el Conocimiento' «por su dilatada labor académica a favor de los estudios feministas, que ha contribuido a establecer las bases científicas del pensamiento feminista y que hace de ella una figura de referencia en el panorama internacional».

## Obres
- Les possibilitats de la Història de les Dones. Revista d'Història Medieval, núm. 3, 1992, p. 193-206.
- Amor, matrimonio y familia: la construcción histórica de la familia moderna (1998).
- Discursos de la vida buena: matrimonio, mujer y sexualidad en la literatura humanista (2002).